# Marchal
Marchal è un comune spagnolo di 411 abitanti situato nella comunità autonoma dell'Andalusia.